# Tornado (musikalbum)
Tornado är ett studioalbum utgivet 1993 av Galenskaparna och After Shave med låtar från TV-serien med samma namn.

## Låtlista
Alla låtar är skrivna av Claes Eriksson om inget annat anges.
1. "Den offentliga sektorns rap" (Musik: C. Eriksson, Charles Falk – text: C. Eriksson) Knut Agnred, (Jan Rippe, Per Fritzell)
2. "Det boule-galna folket" (Musik: Olle Adolphson – text: C. Eriksson) Per Fritzell, (Peter Rangmar, Knut Agnred)
  - Originaltitel: "Det gåtfulla folket"
3. "Ronny är klar" (Musik: Victor Young – text: C. Eriksson) Kerstin Granlund
  - Originaltitel: "Johnny Guitar"
4. "Långsam jag är" (Musik: Thore Skogman – text: C. Eriksson) Claes Eriksson
  - Originaltitel: "Ensam jag är"
5. "An Hour Ago" Knut Agnred
6. "Pål har köpt en badboll" (musik: Charles Falk) Kajsa Olsson
7. "Why Are You Sending Me Postcards?" Claes Eriksson

## Medverkande musiker
- Knut Agnred - Sång, kör
- Per Fritzell - Sång
- Peter Rangmar (sång)
- Jan Rippe (kör)
- Kerstin Granlund - Sång
- Claes Eriksson - Sång
- Kajsa Olsson - Sång
- Charles Falk - Keyboard
- Magnus Johansson - Trumpet
- Ralph Soovik - Trombon
- Wojtek Goral - Saxofon
- Lars Moberg - Gitarr
- Jan Gunér - Bas